# The Rocky Fellers
The Rocky Fellers fue una banda musical de género pop y rock de Filipinas, formada en los Estados Unidos en la década de los años 60, cuando fueron descubiertos por Stanley Kahn. En sus inicios, la banda firmó contrato con el sello discográfico de "Scepter Records". The Rocky Fellers estaba integrada por cuatro hermanos filipinos: Tony Júnior, Eddie y Albert Maligmat y su padre, Doroteo "Moro" Maligmat.  Se dieron a conocer con su primer tema musical titulado "Killer Joe", que fue escrito y compuesto por Bert Russell y Bob Elgin en 1963. Esta canción fue inspirada por el famoso profesor de baile, conocido como el Rey de la discoteca, Killer Joe Piro. Además esta canción tuvo mucha similitud con el coro del dúo Mickey & Sylvia, de su canción titulada "Love Is Strange".
Su tema musical "Killer Joe", alcanzó el puesto 16 dentro de las listas del "Billboard Hot 100", en abril de 1963. Otra canción escrita y compuesta por Bob Elgin titulada "Al igual que el de Big Guys Do", fue el segundo corte musical de la banda. Para las fiestas de Navidad grabaron otra canción titulada, "Papá, Papá", escrita por un compositor ya entonces desconocido, Neil Diamond. La banda también grabó otra canción escrita y compuesta también por Neil Diamond titulada, "We Got Love" en la que estuvo disponible para su próximo LP titulada "Killer Joe" en 1963. The Rocky Fellers se desintegró rápidamente de la escena musical a mediados de la década de los años 1960, cuando la denominada invasión británica, se hizo tan popular con famosas banda del Reino Unido en todas partes del mundo.
Tony Maligmat falleció el 4 de marzo de 2007 a la edad de 62 años.